# Thailand
Thailand (uitspraak: [ˈtɑɪlɑnt]), officieel het Koninkrijk Thailand (Thai: ราชอาณาจักรไทย, Ratcha-anachak Thai), is een koninkrijk in Zuidoost-Azië. De hoofdstad van Thailand is Bangkok. Tot 1939 heette het land Siam. De Thaise naam van het land is "Prathet Thai" (Thai: ประเทศไทย), waarbij Prathet land betekent en het woord Thai wel geïnterpreteerd wordt als vrij. In dat geval zou Thailand dus letterlijk "vrij land" betekenen. De spelling van het Thaise woord thai met deze betekenis in Thais schrift verschilt echter enigszins (ไท versus ไทย) hoewel de uitspraak van beide woorden identiek is. De naam Thailand had oorspronkelijk ook een politieke strekking in verband met aanspraken op land in met name Laos, waar etnische Thai wonen.
Thailand wordt in het oosten begrensd door Laos en Cambodja, in het westen door Myanmar en de Andamanse Zee, in het uiterste zuiden door Maleisië en in het zuidoosten door de Golf van Thailand, een onderdeel van de Zuid-Chinese Zee.
Koning Rama IX Bhumibol Adulyadej is op 13 oktober 2016 overleden. Kroonprins Vajiralongkorn had aangegeven zijn kroning tot koning te willen uitstellen, zodat hij zich daarop kan voorbereiden. Op 1 december 2016 heeft hij de uitnodiging van het parlement om koning te worden, aangenomen. Er werd tot een jaar na de dood van zijn vader gewacht met de formele kroning, zodat hij pas op 13 oktober 2017 koning van Thailand werd.
De nationale feestdag is 5 december, de verjaardag van Rama IX. De munteenheid is de baht, onderverdeeld in 100 satang.
Thailand heeft twee volksliederen: een burgerlijk volkslied (Phleng Chat) en een koninklijk volkslied (Phleng Sansasoen Phra Barami, dat tot 1932 als nationaal volkslied werd gebruikt).

## Geografie

### Provincies van Thailand
Thailand is opgedeeld in 76 provincies en twee speciale administratieve regio's.

### Landschap

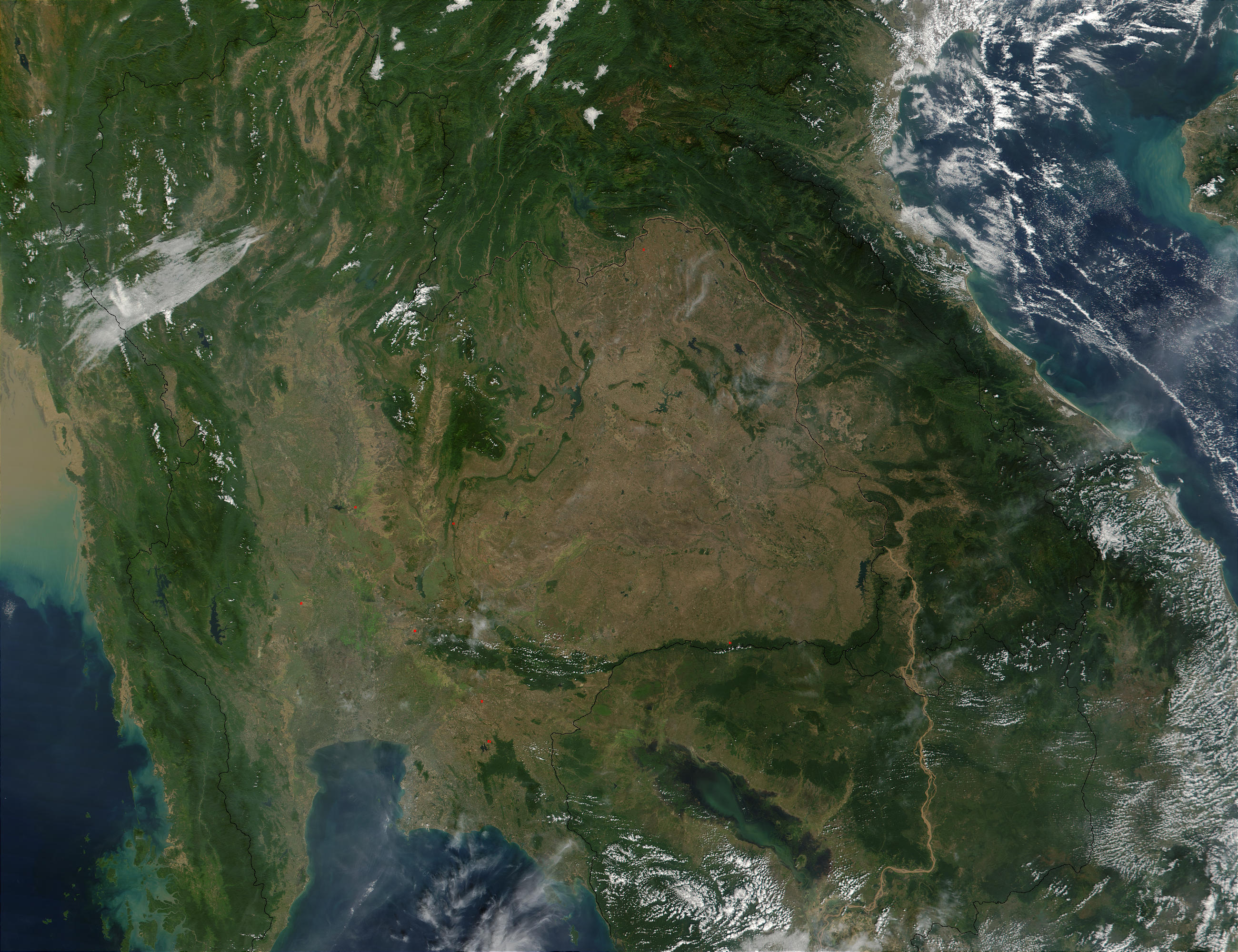
Satellietfoto Thailand en Cambodja

Het noorden van Thailand is uitgebreid bebost met een geheel ander bostype dan de rest van Thailand. Deze bossen worden voornamelijk gevormd door bladverliezende bomen zoals de teakboom. Het noorden heeft ook veel bergen, waar de bergvolkeren hun verblijfplaats vinden. De hoogste berg in Thailand is de Doi Inthanon (2590 m). In dit gebied lopen vele riviertjes door diepe valleien naar een centraal vruchtbaar gebied.
In het noordoosten bevindt zich het droge en onherbergzame Khorat Plateau dat gemiddeld 250 meter boven zeeniveau ligt. Delen ervan zijn zo onvruchtbaar en ogen zo schraal dat het gebied ook wel de Huilende Vlakte wordt genoemd.
Verder naar het zuiden ligt het rivierengebied. De Thaise hoofdstad Bangkok ligt aan de rivier de Chao Phraya waar die uitmondt in de Golf van Thailand.
Het zuiden van Thailand ligt op het smalle schiereiland Malakka, tussen de Golf en de Andamanse Zee. Dit deel van het land bestaat uit een bergketen die begroeid is met tropische regenwouden. Opmerkelijk hier zijn de kaarsrecht omhoog rijzende kalksteenrotsen. Voor de kust liggen honderden eilandjes.

### Klimaat
Thailand kent een tropisch klimaat. In het noorden van Thailand heerst een tropisch savanneklimaat, in het zuiden een tropisch moessonklimaat.
Het moessonklimaat houdt in dat er een regenseizoen is (de moesson), maar ook een lange droge periode. Het savanneklimaat houdt in dat de zomers nat zijn, maar de winters droog.
Sommige gebieden in Thailand hebben een tropisch regenwoudklimaat; dan is er geen droge periode.
Het regenseizoen in Thailand kenmerkt zich meestal niet door dagenlange, onafgebroken regens. Daarentegen regent het vaak zo'n een of twee keer per dag kort, maar hevig.
Thailand is groot en uitgestrekt, het noorden en het zuiden hebben daardoor een verschillend klimaat. Het noorden is in de zomer warmer en 's winters kouder dan het zuiden. De gemiddelde temperatuur in Thailand is zo'n 27 graden Celsius.

### Steden

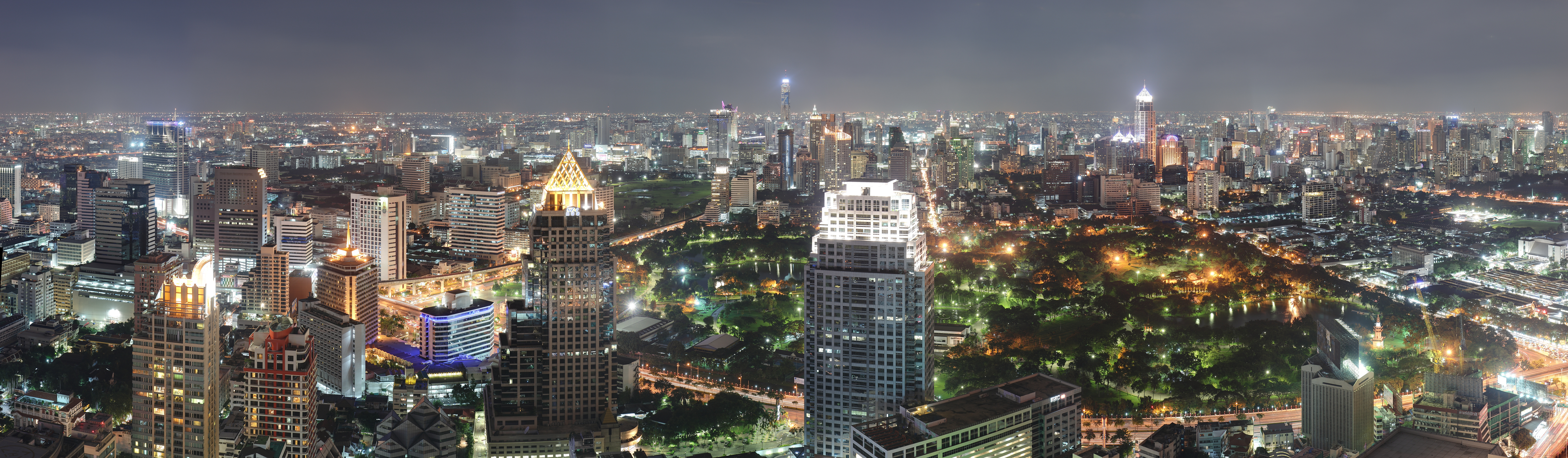
Gezicht op Bangkok bij avond

De hoofdstad van Thailand is Bangkok. Enkele andere grote steden zijn:
- Hat Yai
- Chiang Mai
- Nakhon Ratchasima
- Phitsanulok
- Pattani
- Surat Thani
- Udon Thani

### Badplaatsen
- Hua Hin
- Cha-am
- Pattaya
- Phuket
- Krabi
- Khao Lak

## Geschiedenis
De vroegste belangrijke archeologische vindplaats in Thailand is Ban Chiang; de datering van de hier opgegraven voorwerpen is controversieel, maar er is consensus dat de bewoners in elk geval rond 3600 v.Chr. bronzen werktuigen maakten en natte rijst verbouwden, wat een impuls gaf tot sociale en politieke organisatie. Later, voor de opkomst van de Thai, bloeiden Mon, Maleise en Khmer beschavingen in het gebied, met name het koninkrijk Srivijaya in het zuiden, het Dvaravati koninkrijk in Centraal-Thailand en het Khmer-rijk met als hoofdstad Angkor.
De Thai zijn taalkundig verwant aan volkeren in Zuid-China. De migratie vanuit Zuid-China (waarschijnlijk: Yunnan) naar Zuidoost-Azië vond voornamelijk plaats in het eerste millennium, zeer waarschijnlijk via Laos, waar ze het vroege rijk Nan Chao stichtten.

### Koninkrijk Sukhothai

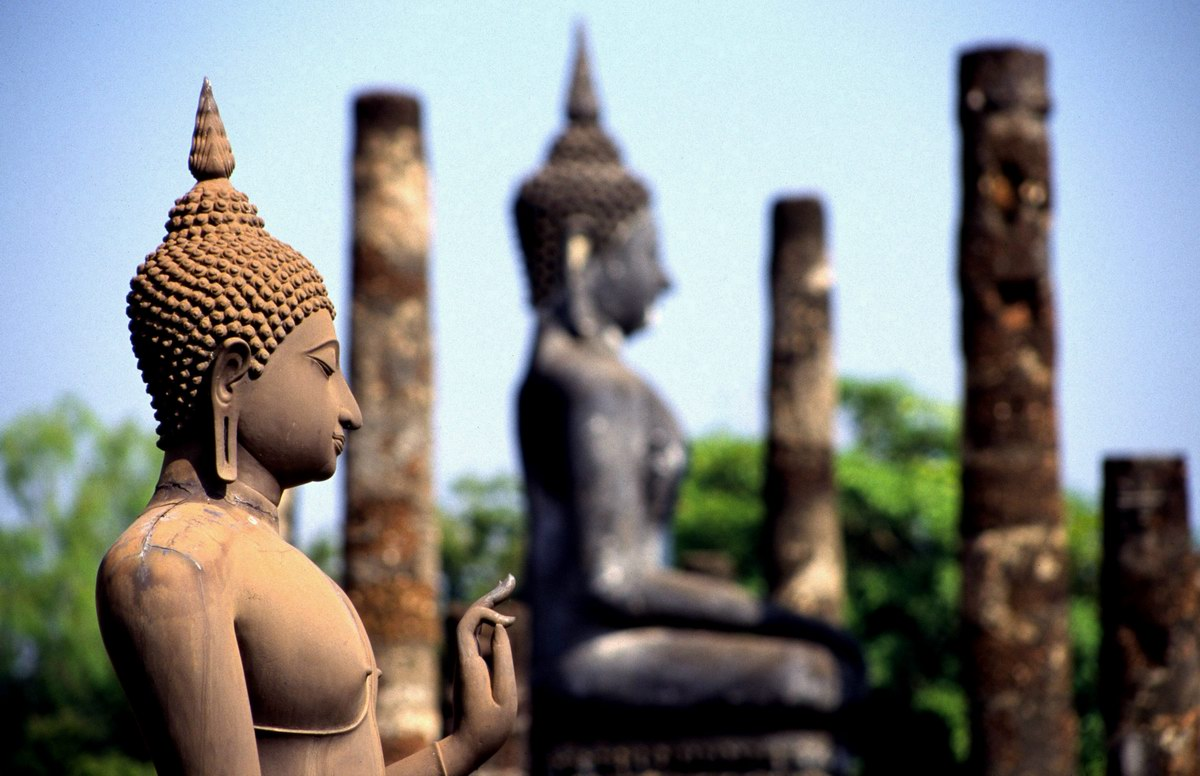
Boeddhabeeld in Wat Mahathat te Sukhothai

De stad Sukhothai was aanvankelijk onderdeel van het grote Khmer-rijk, maar in 1238 verklaarden de Thai krijgsheren Pho Khun Pha Muang en Pho Khun Bang Klang Hao zich onafhankelijk. Zij vestigden een Thais-geregeerd koninkrijk. Pho Khun Bang Klang Hao werd later de eerste koning van Sukhothai en noemde zich Pho Khun Si Indrathit (of Intradit). Deze gebeurtenis wordt doorgaans gezien als de stichting van de moderne Thaise natie, hoewel rond dezelfde tijd andere Thaise koninkrijken werden gesticht, zoals Lanna, Phayao en Chiang Saen.
Sukhothai groeide door bondgenootschappen te vormen met andere Thaise koninkrijken. Met behulp van Ceylonese monniken werd het Theravada boeddhisme ingevoerd als staatsgodsdienst.
Onder Ramkhamhaeng de Grote, zoals hij nu bekendstaat, genoot Sukhothai een gouden eeuw van voorspoed. Op het toppunt van zijn macht strekt zijn rijk zich uit van Martaban (thans in Birma) tot Luang Prabang (thans in Laos) en tot Nakhon Si Thammarat in het zuiden van Malakka. De invloedssfeer van dit koninkrijk was groter dan dat van het moderne Thailand, hoewel de buitengebieden niet allemaal even sterk werden beheerst. Ramkhamhaeng wordt traditioneel ook beschouwd als de ontwerper van het Thais alfabet. Het ontstaan hiervan wordt gedateerd op 1283, op basis van de controversiële Ramkhamhaeng stèle, waarvan gezegd wordt dat deze het oudste Thaise schrift ooit bevat. Na zijn dood raakte zijn rijk in verval. In 1365 werd het onderdeel van het koninkrijk Ayutthaya, dat centraal en zuidelijk Thailand beheerste tot in de 18e eeuw.

### Koninkrijk Ayutthaya
Ramathibodi probeerde zijn koninkrijk te verenigen. In 1360 verklaarde hij Theravada Boeddhisme tot staatsgodsdienst van Ayutthaya. Ook stelde hij een wetcodex samen, gebaseerd op de Indiase Dharmashastra (literatuur over dharma, regels) en Thaise traditie, die de basis vormde voor de wetgeving van het koninkrijk.
Aan het einde van de 14e eeuw werd Ayutthaya beschouwd als sterkste mogendheid van Zuidoost-Azië. De verzwakte Khmer lieten zich soms overheersen door Ayutthaya, maar nooit definitief. Thaise troepen moesten vaak op weg om opstanden te onderdrukken in Sukhothai of om campagne te voeren tegen Chiang Mai, waar stug weerstand werd geboden tegen Ayutthaya's uitbreiding. Uiteindelijk onderwierp Ayutthaya al het gebied dat ooit aan Sukhothai had toebehoord.
Gedurende de 15e eeuw was de energie van Ayutthaya gericht op het schiereiland Malakka, waar de grote handelshaven Malakka haar aanspraken tegenstreefde. Malakka en de andere Maleise staten ten zuiden van Tambralinga waren eerder die eeuw islamitisch geworden, en de islam fungeerde als symbool van solidariteit tegen de Thais. Desalniettemin controleerde Ayutthaya de lucratieve handel op het schiereiland, wat Chinese handelaren aantrok.

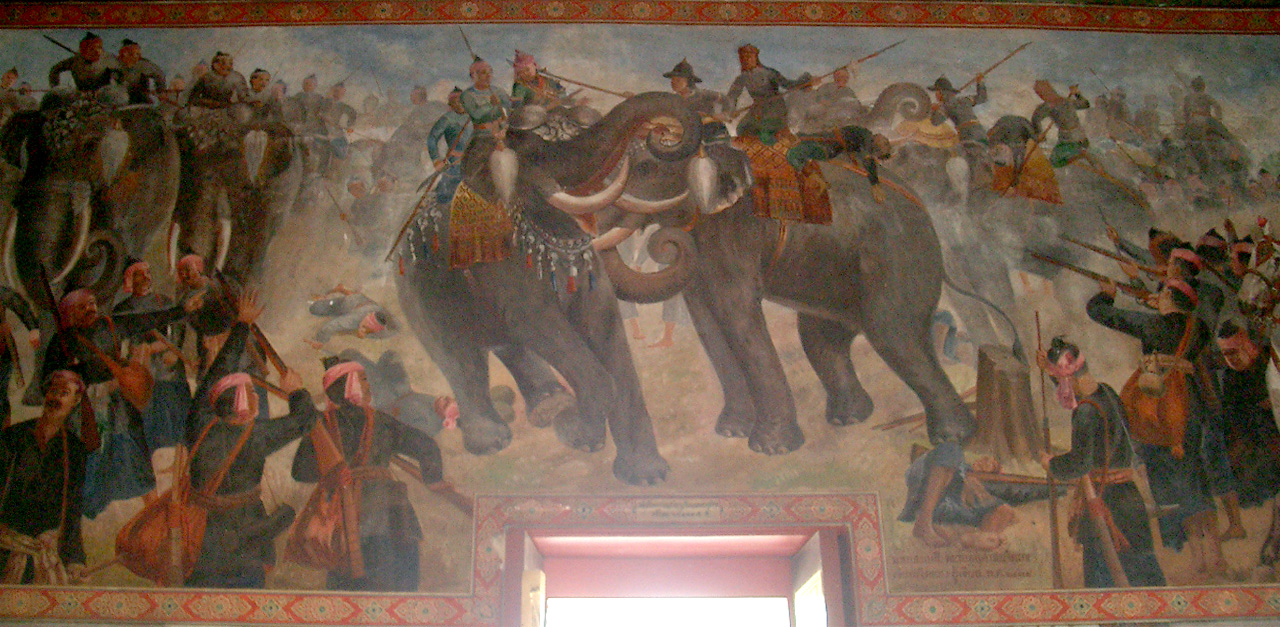
Olifantenstrijd tussen Naresuan en Mingyi Swa, Siamese-Birmaanse oorlog (1584 minus 1593).

In de 16e eeuw werd Birma een mogendheid die, onder een agressieve dynastie, Chiang Mai en Laos onder de voet liep en oorlog voerde met Siam. In 1569 veroverden Birmese legers, vergezeld door Thaise rebellen (meest leden van de koninklijke familie van Siam) de stad Ayutthaya en voerden de hele koninklijke familie weg naar Birma. Dhammaraja (1569-1590), een Thaise gouverneur die de Birmezen geholpen had, werd als een vazal-koning van Ayutthaya geïnstalleerd. De Thaise onafhankelijkheid werd hersteld door zijn zoon Naresuan (1590-1605) die zich keerde tegen de Birmezen - waartussen hij was opgegroeid - en ze rond 1600 uit het land verdreven had.
Buitenlanders werden hartelijk verwelkomd aan het hof van koning Narai (1657-1688), een kosmopolitisch leider die desondanks wantrouwig stond tegenover buitenlandse invloed. Tijdens zijn bewind werden handelsbanden gesmeed met Japan. Nederlandse en Engelse compagnieën vestigden factorij en Thaise diplomatieke missies werden naar Parijs en Den Haag gestuurd. De eerste missie naar Den Haag vond plaats in 1608, begeleid door Cornelis Specx van de VOC. Door banden met diverse landen te onderhouden kon het Thaise hof de Nederlanders uitspelen tegen de Engelsen en de Fransen tegen de Nederlanders, om zo te voorkomen dat één buitenlandse mogendheid te veel macht zou krijgen.

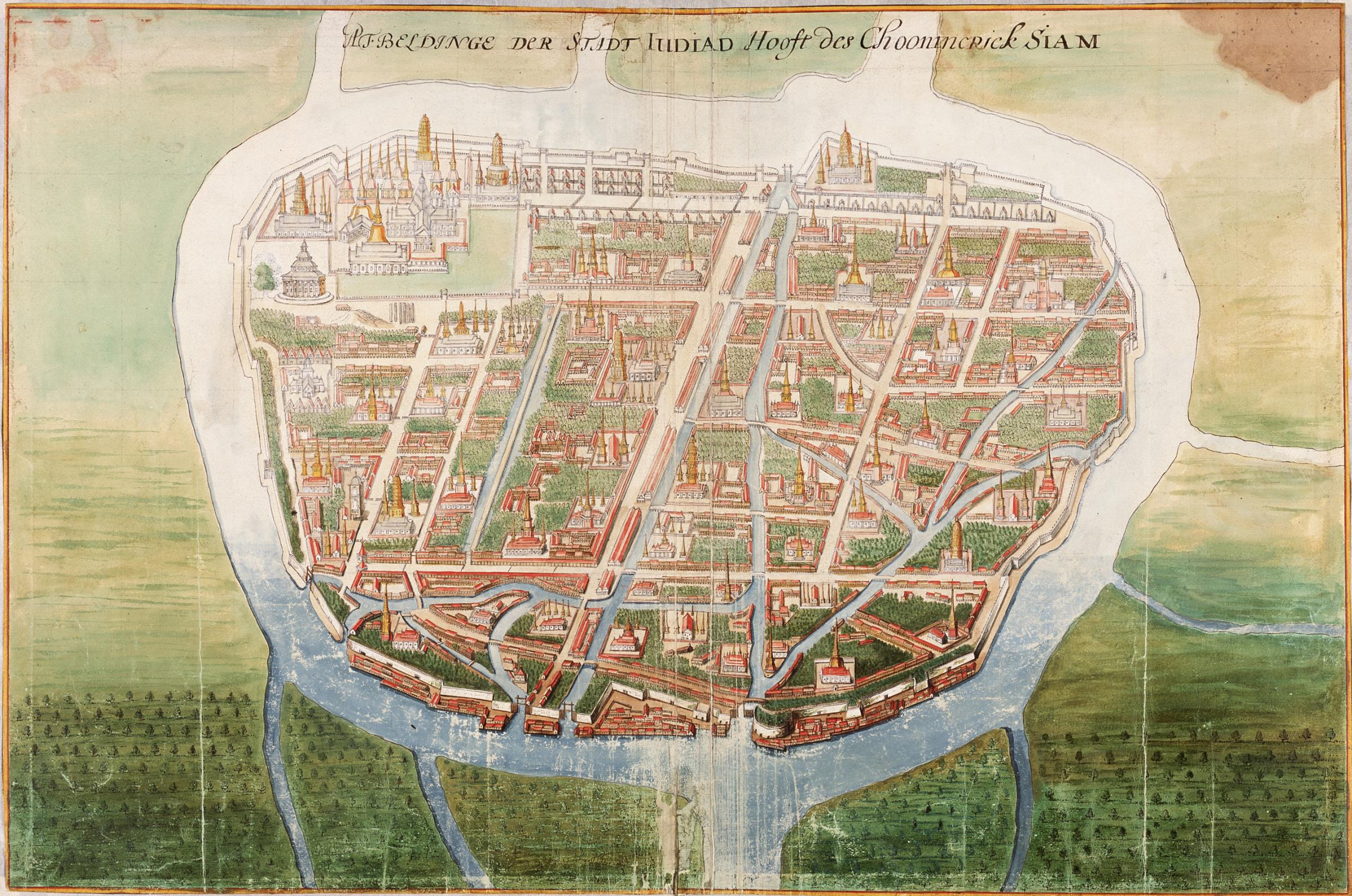
Ayutthaya (Siam), 1686

In 1664 gebruikten de Nederlanders geweld om een verdrag af te dwingen dat extraterritoriale rechten gaf naast vrijere handel. Op aandringen van zijn minister van buitenlandse zaken, de Griekse avonturier Constantine Phaulkon, vroeg Narai de Fransen om hulp. Franse ingenieurs construeerden fortificaties voor de Thai en bouwden een nieuw paleis voor Narai in Lopburi. Daarnaast hielpen Franse missionarissen met onderwijs en gezondheidszorg en brachten ze de eerste drukpers het land binnen. De persoonlijke interesse van de Zonnekoning werd gewekt toen rapporten van missionarissen suggereerden dat Narai mogelijk wilde overgaan tot het christendom.
De "Gouden Eeuw" van Ayutthaya was in het tweede kwart van de 18e eeuw, na een bloedige periode van dynastieke strijd, een relatief vredige tijd waarin kunst, literatuur en studie floreerden. Ayutthaya bleef concurreren met Vietnam over Cambodja, maar een grotere dreiging kwam vanuit Birma, waar de nieuwe Alaungphaya dynastie de Shan-staat had onderworpen.

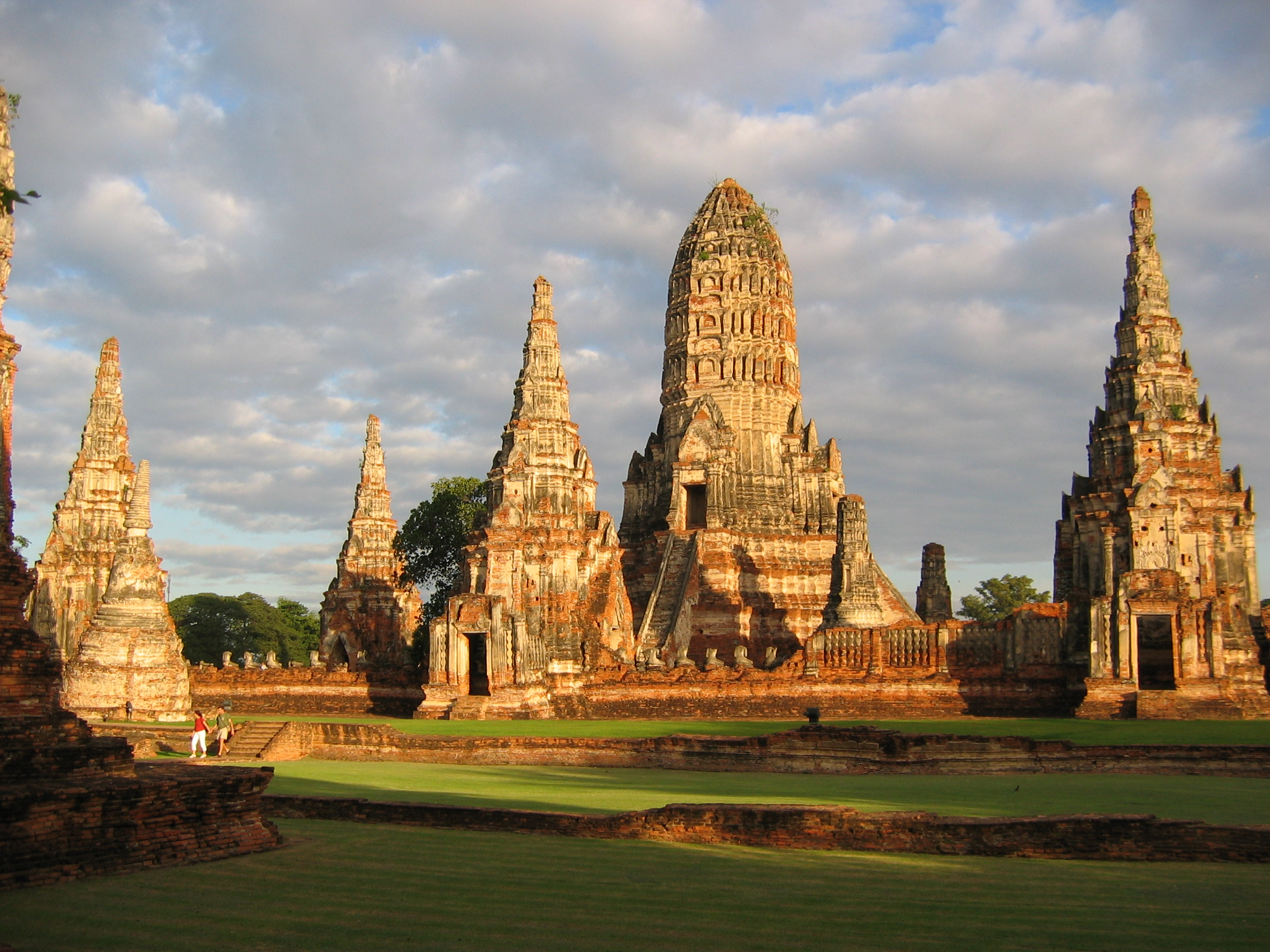
Ruïnes van Wat Chaiwatthanaram in Ayutthaya. Het werd gebouwd in de 17e eeuw en in 1767 verbrand en geplunderd door de Birmese troepen.

In 1765 werd Siam binnengevallen door twee Birmese legers (de zoveelste inval door het machtige buurland) die optrokken naar Ayutthaya. Het enige verzet van betekenis vond plaats bij het plaatsje Bang Rajan. Taksin had een leidende rol in de verdediging van de stad. Na een beleg van vele maanden viel Ayutthaya in 1767 en werd volledig verwoest, wat het einde betekende van dit trotse koninkrijk.

### Koninkrijk Thonburi
Kort voor de val van Ayutthaya in 1767 baande Taksin zich een weg naar buiten. Na de verwoesting van Ayutthaya en de dood van de koning was het land opgesplitst in zes delen, waarvan Taksin de oostkust beheerste. Samen met Thong Duang, nu Chao Phraya (generaal) Chakri, dreef hij de Birmezen terug, versloeg zijn rivalen, en verenigde het land. Op 28 december 1767 werd hij tot koning van Siam gekroond in zijn nieuwe hoofdstad Thonburi.
Na het verenigen van het territorium van het vroegere koninkrijk Ayutthaya onder zijn bestuur veroverde hij in 1769 westelijk Cambodja. Daarna marcheerde hij naar het zuiden en vestigde Thais bestuur over het schiereiland Malakka zo ver zuidelijk als Penang en Terengganu. Nadat hij zijn basis in Siam veilig had gesteld, viel hij de Birmezen in het noorden aan en veroverde Chiang Mai in 1776, wat leidde tot een permanente unie van Siam en Lanna. Taksin's generaal en leider van deze campagne was Chao Phraya Chakri Thong Duang. In 1778 leidde Chakri een Siamees leger dat het koninkrijk Vientiane veroverde en daarmee de Thaise dominantie over dit koninkrijk vestigde. Hij nam de smaragden Boeddha (Phra Kaew) mee vanuit de pas veroverde stad Vientiane naar Bangkok. Dit beeld zou later een van de belangrijkste religieuze symbolen van het huidige Thailand worden.

### Koninkrijk Rattanakosin

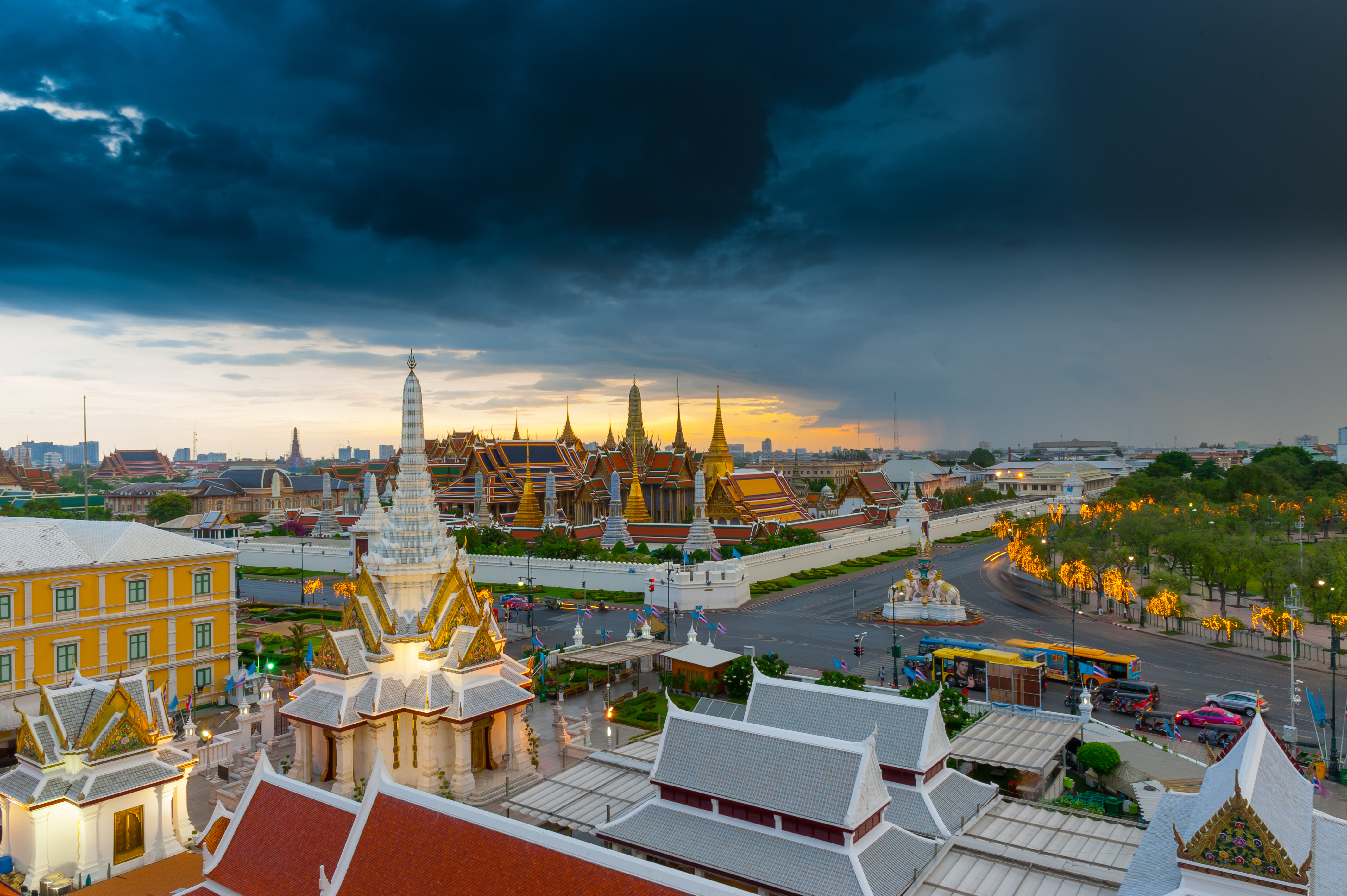
Wat Phra Kaew, architectuur uit de Rattanakosin-periode

Rattanakosin is de naam die de Thai geven aan de periode waarin koningen Thailand regeerden vanuit het eiland Rattanakosin in Bangkok. In 1782 verplaatste Rama I, de eerste koning van de Chakri-dynastie, de hoofdstad van Thonburi van de westkant van de rivier de Menam naar de oostkant, om zo minder kwetsbaar te zijn in het geval van een nieuwe invasie vanuit Birma. Vijftien jaar eerder was Ayutthaya vernietigd door de Birmezen: het land Siam geregeerd vanuit Bangkok was een meer dynamische opvolger van het koninkrijk Ayutthaya.
In 1851 Rama IV met het voornemen om Siam te redden van kolonisatie door zijn onwillige onderdanen te dwingen tot modernisering. Maar hoewel hij in theorie een absoluut vorst was, was zijn macht in de praktijk beperkt.
Rama IV maakte gebruik van westerse druk op Siam om zijn eigen plannen te kunnen doorvoeren. In 1855 kwam deze druk in de vorm van een missie geleid door de gouverneur van Hongkong, Sir John Bowring, die in Bangkok aankwam met eisen tot onmiddellijke verandering, ondersteund door dreiging met geweld. De koning gaf meteen toe aan de eis tot een nieuw verdrag, waarin invoerrechten werden beperkt tot 3%.

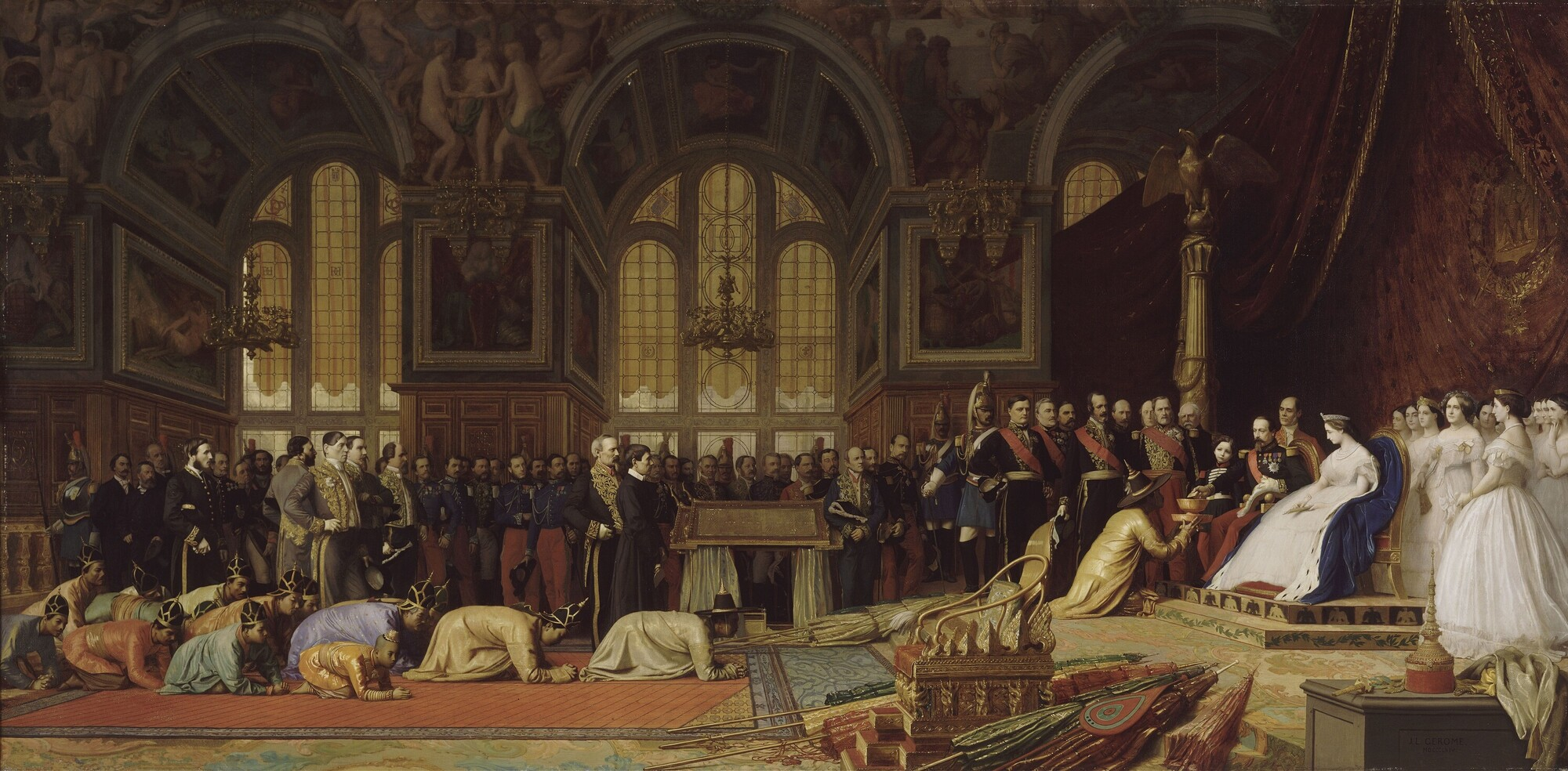
Napoleon III ontving in 1864 een Siamees bericht in het Fontainebleau-paleis.

Rama V was de eerste Siamese koning die een westerse opleiding had genoten, namelijk van de Engelse gouvernante Anna Leonowens, die wij kennen uit het fictionele Anna en de koning van Siam. De Fransen bleven echter druk uitoefenen op Siam en in 1906-1907 fabriceerden ze een volgende crisis. Ditmaal moest Siam ook grondgebied ten westen van de Mekong opgeven, tegenover Luang Prabang en rond Champassak in zuidelijk Laos, plus westelijk Cambodja. De Britten intervenieerden om de Fransen niet nog verder te laten gaan, maar er was wederom een prijs: in 1909 droeg Siam Kedah, Kelantan, Perlis en Terengganu over aan Groot-Brittannië onder het Anglo-Siamees Verdrag van 1909. Al deze "verloren gebiedsdelen" lagen aan de rand van de Siamese invloedssfeer en hadden nooit veilig onder Siamees bestuur gestaan, maar het moeten afstaan ervan was een gevoelige vernedering voor de koning en het land. Historicus David Wyatt beschrijft Chulalongkorn als "gebroken in geest en gezondheid" na de crisis van 1893. Deze crises wakkerden het gevoel aan van een steeds nationalistischer regering dat het land zich sterk moest maken tegenover het Westen en de buurlanden.

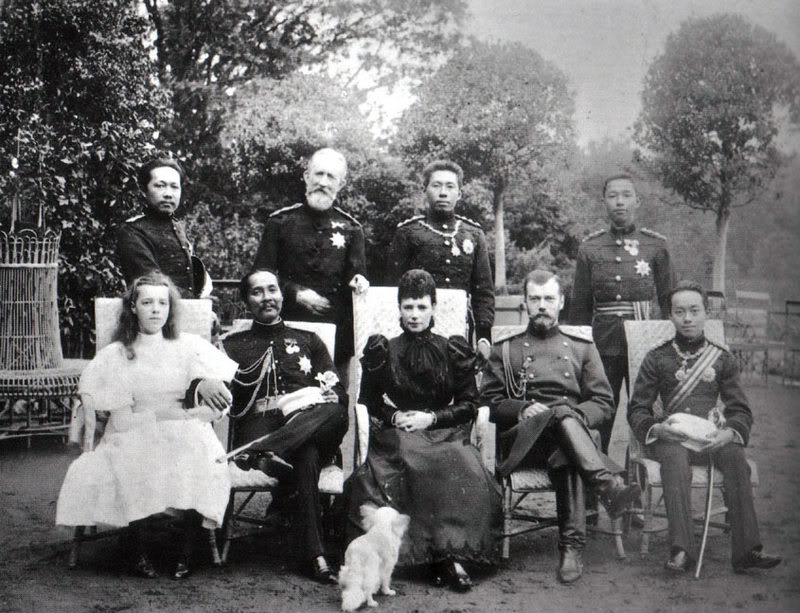
Koning Chulalongkorn in 1897 in Rusland met Nicholas II uit Rusland, Al Exander's Palace.

Intussen gingen de hervormingen door die het land transformeerden van een absolute monarchie naar een moderne natiestaat. Dit proces werd steeds meer beheerst door de zonen van koning Rama V, die allemaal in Europa waren opgeleid. Spoorwegen en telegraaflijnen verbonden de hoofdstad met provincies die voorheen afgelegen en semiautonoom waren. De nationale munt, de Baht, werd vastgeklonken aan de gouden standaard en een modern belastingsysteem verving de willekeur en corveearbeid uit het verleden. Het grootste probleem was het tekort aan goed opgeleide ambtenaren, een reden waarom vele buitenlanders in dienst waren totdat nieuwe scholen gebouwd konden worden die Siamese afgestudeerden konden afleveren. Tegen 1910, het jaar dat de koning stierf, was Siam een semimodern land geworden en het had kolonisatie weten te vermijden.

### Constitutionele monarchie
De militairen kwamen aan de macht door een geweldloze staatsgreep in 1932, waarmee ze het bestuur van Thailand omvormden van een absolute naar een constitutionele monarchie. Koning Rama VII accepteerde deze overgang eerst, maar droeg later de troon over aan zijn tienjarige neefje Ananda Mahidol, de oudere broer van de latere koning Bhumibol Adulyadej.
Een tijd lang werkten de jongere facties, met generaal-majoor Phibun als minister van defensie en Pridi Banomyong als minister van buitenlandse zaken, eendrachtig samen, totdat Phibun in december 1938 premier werd. Phibun was een bewonderaar van Benito Mussolini, en zijn bewind begon al snel fascistische trekjes te vertonen. Phibun begon een campagne tegen Chinezen, die de Thaise economie domineerden. Een leidersculte werd gepropageerd, waarin Phibuns portret overal zichtbaar was (terwijl portretten van ex-koning Prajapidhok verboden waren).
In 1939 wijzigde Phibun de naam van het land van Siam tot Thailand (Prathet Thai), wat "land van vrije mensen" betekent. Dit was slechts één stap in een programma van nationalisme en modernisering: van 1938 tot 1942 vaardigde Phibun 12 Culturele Mandaten uit, waarbij Thai onder andere de vlag moesten groeten, het volkslied moesten kennen en Thais moesten spreken (dus niet bijvoorbeeld Chinees). Ook moesten de Thai hard werken, op de hoogte blijven van het nieuws en westerse kleding dragen. Ondertussen was de Tweede Wereldoorlog uitgebroken, waarbij Thailand aan de ene kant min of meer door de Japanners gedwongen was tot een bondgenootschap, maar Thailand aan de andere kant gebruik maakte van de Engelse en Franse zwakte door delen van buurlanden te annexeren. Omdat de Amerikanen Thailand als mogelijke bondgenoot zagen moest het na 1939 slechts geannexeerd gebied teruggeven. Het hoefde geen herstelbetalingen te doen en er werden geen verdere maatregelen opgelegd. Thailand kwam er, in tegenstelling tot Duitsland, Japan en diens andere bondgenoten, relatief genadig van af.

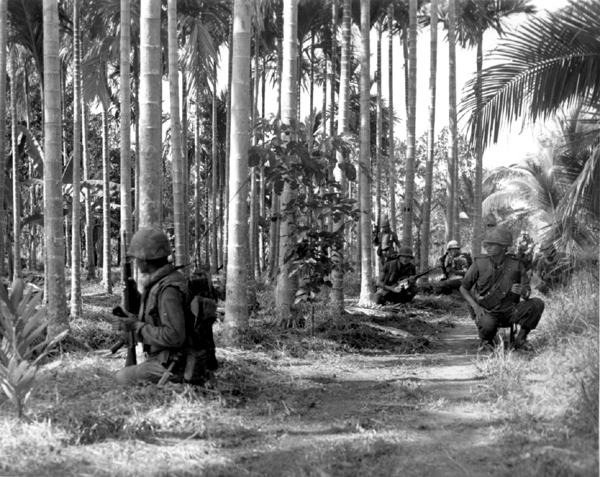
Soldaten van het Royal Thai Volunteer Regiment (Queen's Cobras) voeren een zoek- en veegmissie uit in Phuoc Tho.

In 1954 was Thailand formeel een bondgenoot van de VS geworden door de vorming van de Southeast Asia Treaty Organization (SEATO). Zolang de oorlog in Indochina tussen Frankrijk en Vietnam ging bleef Thailand neutraal (ze hadden aan beide een even grote hekel), maar dat veranderde toen het een oorlog werd tussen de VS en de Vietnamese communisten. Thailand sloot een geheim verdrag met de VS in 1961, stuurde troepen naar Vietnam en Laos, en stelde luchtbases in het oosten en noordoosten van het land ter beschikking voor het bombarderen van Noord-Vietnam. De Vietnamezen sloegen terug door de Communistische Partij van Thailand te ondersteunen, die in het noorden en noordoosten als guerrilla's tegen de regering vocht.
De Vietnamoorlog versnelde de modernisering en verwestering van de Thaise samenleving. Tot in de jaren 60 was alleen de Thaise elite blootgesteld aan de invloed van de Westerse cultuur. Toestromende Amerikaanse dollars veroorzaakten een enorme groei van de economie: vooral transport, bouw en dienstverlening. Veel Thai verlieten het platteland om een baan in de stad te zoeken, wat leidde tot cultuurschok toen Thai in aanraking kwamen met Westerse ideeën over mode, muziek, normen en waarden.
Meer universiteiten werden opgericht, en studenten leerden over economische en politieke systemen, wat resulteerde in politiek activisme. De jaren 60 zagen ook de groei van een steeds zelfbewustere Thaise middenklasse in de steden. De economische groei bracht weinig welvaart op een groot deel van het Thaise platteland, wat leidde tot ontevredenheid en onrust.

### Hedendaagse geschiedenis
De gebeurtenissen van oktober 1973 betekenden een revolutie in de Thaise politiek. Voor het eerst had de middenklasse, geleid door de studenten, de oude regerende klasse en het leger verslagen, kennelijk met de zegen van koning Bhumibol. Thailand kreeg een nieuwe grondwet en nieuwe verkiezingen.
In september 1992 werden verkiezingen gehouden, waarbij de Democratische Partij van Chuan Leekpai aan de macht kwam. In 1995 en 1996 waren er opnieuw verkiezingen, en regeringen volgden elkaar snel op. Toen in 1997 de Aziatische financiële crisis uitbrak trad premier Chavalit Yongchaiyudh in november af om plaats te maken voor Chuan Leekpai. Deze kwam tot een overeenkomst met het Internationaal Monetair Fonds waarbij de baht gestabiliseerd werd.
In 2001 kwam de partij Thai Rak Thai ("Thai houden van Thai") van telecommiljardair Thaksin Shinawatra aan de macht. Thaksin hanteerde een "CEO"-stijl van regeren en trad zeer hard op tegen drugs (waarbij minstens tweeduizend doden vielen) en tegen moslimseparatisten in Zuid-Thailand.
Op 26 december 2004 werd de westelijke kust van Thailand getroffen door een tsunami als gevolg van een aardbeving in de Indische Oceaan. Volgens de Thaise regering vielen er minstens vijfduizend slachtoffers, van wie de helft buitenlandse toeristen.
Bij de verkiezingen in februari 2005 wist Thaksin een nog grotere meerderheid in het parlement te verwerven.
Op 19 september 2006, terwijl premier Thaksin de Algemene Vergadering van de Verenigde Naties in New York bijwoonde, pleegde het leger een staatsgreep. De militaire junta beloofde verkiezingen op basis van een nieuwe grondwet, uiterlijk in oktober 2007. Op 1 oktober 2006 benoemde de junta oud-generaal Surayud Chulanont tot interim-premier.
Op 23 december 2007 werden de, door de interim-regering georganiseerde, verkiezingen gewonnen door de People's Power Party (Partij van de Volksmacht), die wordt beschouwd als opvolger van Thaksins ontbonden partij Thai Rak Thai.
Sinds april 2010 houden "roodhemden", aanhangers van de National United Front of Democracy Against Dictatorship, enkele wijken van Bangkok bezet, en probeert het leger hen met geweld te verdrijven.
Op 22 mei 2014 werd opnieuw een staatsgreep gepleegd, ditmaal onder leiding van opperbevelhebber Prayuth Chan-ocha. Tegen zijn bewind braken in 2020 onlusten uit.

## Demografie

### Bevolking
Volgens het Thaise department of provincial affairs was op 31 december 2014 het inwoneraantal 65.118.726. De bevolking is ongelijkmatig over het land verdeeld. De noordelijke hooglanden hebben de laagste bevolkingsdichtheid terwijl de centrale laaglanden en het zuidelijke deel van het schiereiland dicht tot zeer dichtbevolkt zijn.
De Thaise bevolking bestaat voor ongeveer 90% uit Thai. De grootste minderheidsgroep wordt gevormd door de Chinezen, die zich echter vrij sterk met de Thai hebben vermengd. De Chinezen vormen een belangrijk deel van de 'toplaag' in de Thaise samenleving. Zoals elders in Zuidoost-Azië hebben velen zich gespecialiseerd tot handelaren. Ondanks de aanzienlijke assimilatie treden karakterverschillen tussen de Thai en de Chinezen soms aan het licht.
De Thai zijn als etnische groep ontstaan in de provincie Yunnan in het zuidwesten van China. De Thai trokken sinds de 10e eeuw groepsgewijs vanuit Zuid-China het huidige Thailand binnen. In Thailand vermengden de Thai zich met de Khmers, de Mons en andere volkeren, in de 13e eeuw werden ze er de dominante bevolkingsgroep en ontstonden er Thairijken.
Een typische Thai heeft zwart sluik haar en een lichtbruine huid. Het is een ongeschreven wet onder de Thai dat men zich innemend gedraagt en hoffelijk overkomt.
Zowel economisch als cultureel blijkt het Thaise volk een groot aanpassingsvermogen te hebben, snel te kunnen overschakelen naar nieuwe situaties, en gemakkelijk elementen uit andere culturen te kunnen overnemen.
In de noordelijke provincies woont een scala van etnische minderheden. De meesten zijn bergbewoners die sinds de vorige eeuw Thailand vanuit het noorden (voornamelijk uit Myanmar en Laos) zijn binnengetrokken. Een aantal van die volkeren zijn de Akha, de Lisu, de Karen, de Hmong en Chinezen aangesloten bij of sympathiserend met de Kwomintang, verdreven uit China na de communistische revolutie.
Alhoewel de bergvolkeren in totaal nog niet één procent van de totale bevolking uitmaken, zijn ze heel belangrijk voor Thailand. Ze behoren namelijk tot de grootste 'toeristische attracties' van het land. De vooroordelen over deze volkeren zijn aanzienlijk. Hoewel de koning zich intensief bezighoudt met het verbeteren van het lot van de bergvolkeren, wordt door vele Thai minachtend over hen gedacht. De Akhastam wordt zelfs i-kars genoemd, wat vrij vertaald 'onbeschaafde slaaf' betekent. In werkelijkheid vormen de bergvolkeren een kwetsbare groep, die vaak blootstaat aan veediefstallen. Doordat ze geen Thais staatsburgerschap hebben, kunnen de leden bovendien gemakkelijk van hun grond verdreven worden. Onder vele bergstammen is een duidelijke verarming te constateren. De meeste informatie die erover verspreid wordt, is summier en betreft vaak uit hun verband gerukte etnische eigenaardigheden, die dienen om de zucht naar het exotische en primitieve van de toerist te behagen.
Ten slotte zijn er nog enkele andere minderheden in Thailand:
- Ten eerste zijn dat de moslims in de vier zuidelijkste provincies. Hun aantal bedraagt ruim één miljoen zielen en cultureel staan ze dichter bij Maleisië dan bij Thailand.
- In Thailand wonen bovendien nog enkele honderdduizenden Indiërs en Sikhs, van wie er zich velen in de textielhandel hebben gespecialiseerd. Ze leven voornamelijk in de steden.
- In het grensgebied met Cambodja zijn enkele streken waar Khmer leven.
- Ook wonen er Mons in Thailand. De Mon vormden vroeger een aparte staat in het zuiden van Myanmar, maar ook gedeeltes van Thailand behoorden vroeger tot de Mon. Vooral in het oosten van de provincie Kanchanaburi zijn er veel Mons.

### Taal
De officiële taal is het Thai, dat de moedertaal is van ongeveer 90% van de bevolking. Binnen de Thaise taal kunnen er vier grote dialecten worden onderscheiden:
1. het centrale Thai (phaasăa thai, ook wel Siamees genoemd), dat in Centraal-Thailand wordt gesproken;
2. het Isaan (phasa isan) in het noordoosten;
3. het Noordelijk Thai in het noorden;
4. het Zuidelijk Thai (ook wel Dambro) in het zuiden.

- Daarnaast spreken veel volkeren in het Noorden, Noordoosten en Westen van Thailand hun eigen talen, zoals de Akha, Lahu, Khmer en Mon.

Het Thai is tonaal, het kent vijf toonhoogten namelijk hoog, middel (op gewone hoogte), laag, dalend en stijgend. Thai is de grootste taal van de Tai-Kadai taalfamilie, en heeft een oorsprong in Guangxi in het zuidoosten van China, waar nog steeds verwante talen worden gesproken (Zhuang-Dong). De talen in deze familie zijn niet verwant aan het Mandarijn, maar hebben een beperkt aantal kenmerken gemeenschappelijk.
Het Thaise schrift is afgeleid van het Khmerschrift. Het Khmerschrift wordt in Thailand soms nog gebruikt in de boeddhistische liturgie. Op zijn beurt is het afgeleid van het Pallavaschrift uit het zuiden van India, dat weer afgeleid is van het Brahmischrift. De traditie leert dat het Thaise schrift in 1283 werd ontworpen door koning Ramkhamhaeng, maar volgens historici en taaldeskundigen was zijn persoonlijke invloed op de ontwikkeling van het schrift minder groot. Het huidige alfabet telt 45 klinkers en 44 medeklinkers.

### Religie
De belangrijkste religie van Thailand is het theravadaboeddhisme (ca. 94% van de bevolking). Het boeddhisme is er ook staatsgodsdienst en het gehele culturele en openbare leven is ervan doordrongen. Iedere Thaise man trekt zich enkele jaren als 'bhikkhu' ('bedelmonnik') terug in een soort kloostergemeenschap ('sangha'), waarvan er verscheidene duizenden bestaan. Het Thaise boeddhisme vertoont een grote mate van tolerantie ten opzichte van andere godsdiensten.
Anno 2025 wordt overwogen of seks van een vrouw met een monnik (waar de monnik problemen mee kan krijgen) voor de vrouw strafbaar zou moeten worden. Dit is wel controversieel.
Christenen, hindoes en moslims vormen minderheden. Moslims (ca. 4% van de bevolking) vindt men voornamelijk onder de Maleiers in het zuiden. Het christendom (overwegend katholieken) is vooral vertegenwoordigd onder de inwoners van Chinese afkomst.

## Bestuurlijke indeling

### Provinciaal bestuur
Bestuurlijk is Thailand onderverdeeld in 76 changwat (provincies) die bestuurd worden door een gouverneur. De changwat zijn onderverdeeld in 877 amphoe (districten). De amphoe zijn weer onderverdeeld in 7255 tambon (gemeenten). De tambon zijn weer onderverdeeld in 74.944 muban (dorpen). Gouverneur en districtshoofden zijn benoemd door de regering.

### Lokaal bestuur
Sinds de jaren 1990 bestaat er een gekozen lokaal bestuur. Dit bestaat uit:
- 76 Ongkan Borihan suan Changwat (Provincial Administration Organisation – PAO)
- 2.440 Thesaban (Raden) die zijn onderverdeeld in:
  - 30 Thesaban Nakhon (Grote stadsraden) met een inwonertal van meer dan 50.000
  - 178 Thesaban Mueang (Stadsraden) met een inwonertal van meer dan 10.000
  - 2.232 Thesaban Tambon (Gemeenteraden)
- 5.335 Ongkan Borihan suan Tambon (Subdistrict Administration Organisation – SAO). Deze zijn voor de landelijke gemeenten, die niet bij een Thesaban zijn aangesloten.
- 1 Bangkok Metropolitan Administration (BMA) met een rechtstreeks gekozen gouverneur. Is gelijkgesteld aan het niveau van een changwat (provincie). Bangkok is onderverdeeld in:
  - 50 Khet (districten)
  - 169 Kwaeng (gemeenten)
- 1 Mueang Phatthaya (Stad). Is niet gelijkgesteld aan een changwat (provincie).

BMA moet niet worden verward met de Bangkok Metropolitan Region (BMR) die behalve Bangkok uit nog vijf aangrenzende provincies bestaat.

## Nationale symbolen
De vijf officieel bevestigde nationale symbolen van Thailand zijn:

Het nationale dier is: Aziatische olifant Elephas maximus (Thai: ช้างไทย chang thai).

De nationale bloem is: Indische goudenregen Cassia fistula (Thai: ดอกราชพฤษ์ ratchaphruek).

Het nationale bouwwerk is: Paviljoen (Thai: ศาลาไทย sala thai).

De nationale vogel is: Kuifloze prelaatfazant Lophura diardi (Thai: ไก่ฟ้าพญาลอ kai faa pha yaa loaa).

De nationale vis is: Siamese kempvis Betta splendens (Thai: ปลากัด pla kad).

## Politiek
Thailand is een van de weinige landen in Zuidoost-Azië die nooit werden gekoloniseerd. Als staatsvorm heeft Thailand officieel een parlementaire constitutionele monarchie met een koning van de Chakri-dynastie aan het hoofd van het land en een minister-president aan het hoofd van de regering. In werkelijkheid maakt een militaire junta de dienst uit.

### Politieke partijen en verkiezingen
Thailand kent algemeen stemrecht sinds 1932. De kiesleeftijd is in 1995 verlaagd van 20 naar 18 jaar. De voorlaatste democratische verkiezingen vonden plaats op 2 april 2006, maar de resultaten werden ongeldig verklaard door het hooggerechtshof.

### Internationale lidmaatschappen
- APEC
- ASEAN
- Verenigde Naties
- Wereldhandelsorganisatie

## Landbouw
In het noordoosten is de belangrijkste bron van inkomsten de teelt van rijst, maar ook suikerriet, katoen, jute, sojabonen, cassave en pinda's worden geteeld. Aan de kusten en op de eilandjes zijn rijst, kokospalmen en rubberbomen de belangrijkste cultuurgewassen. Het zuidoosten – met name de provincie Chanthaburi – is beroemd om zijn fruitboomgaarden. Ook in het centrale deel van Thailand wordt rijst geteeld.
De Thai zien de vorm van hun land graag als de kop van een olifant, waarbij het Maleisische schiereiland de lange slurf moet voorstellen. Die vergelijking ligt hier nogal voor de hand, aangezien olifanten in de Thaise oerwoudgebieden voorheen zeer algemeen voorkwamen.
Tot in het recente verleden waren tamme olifanten belangrijk als rij- en lastdieren, zowel bij het wegtransport als bij het werk in de bosbouw. Tot 1916 sierde een olifant het nationale wapen van Thailand. Het dier kwam verder voor op de eerste Thaise munten. Ook tegenwoordig nog gelden de zeldzame witte olifanten voor het koninkrijk als heilige gelukssymbolen, op grond van de legende die vertelt dat Boeddha in de incarnatie van een witte olifant zou zijn opgenomen. Er zijn ook tweedaagse olifantenfeesten. Olifanten worden tegenwoordig nog slechts beperkt ingezet bij de bosbouw, maar doen nog volop dienst voor toeristische doeleinden.

## Festivals en feestdagen

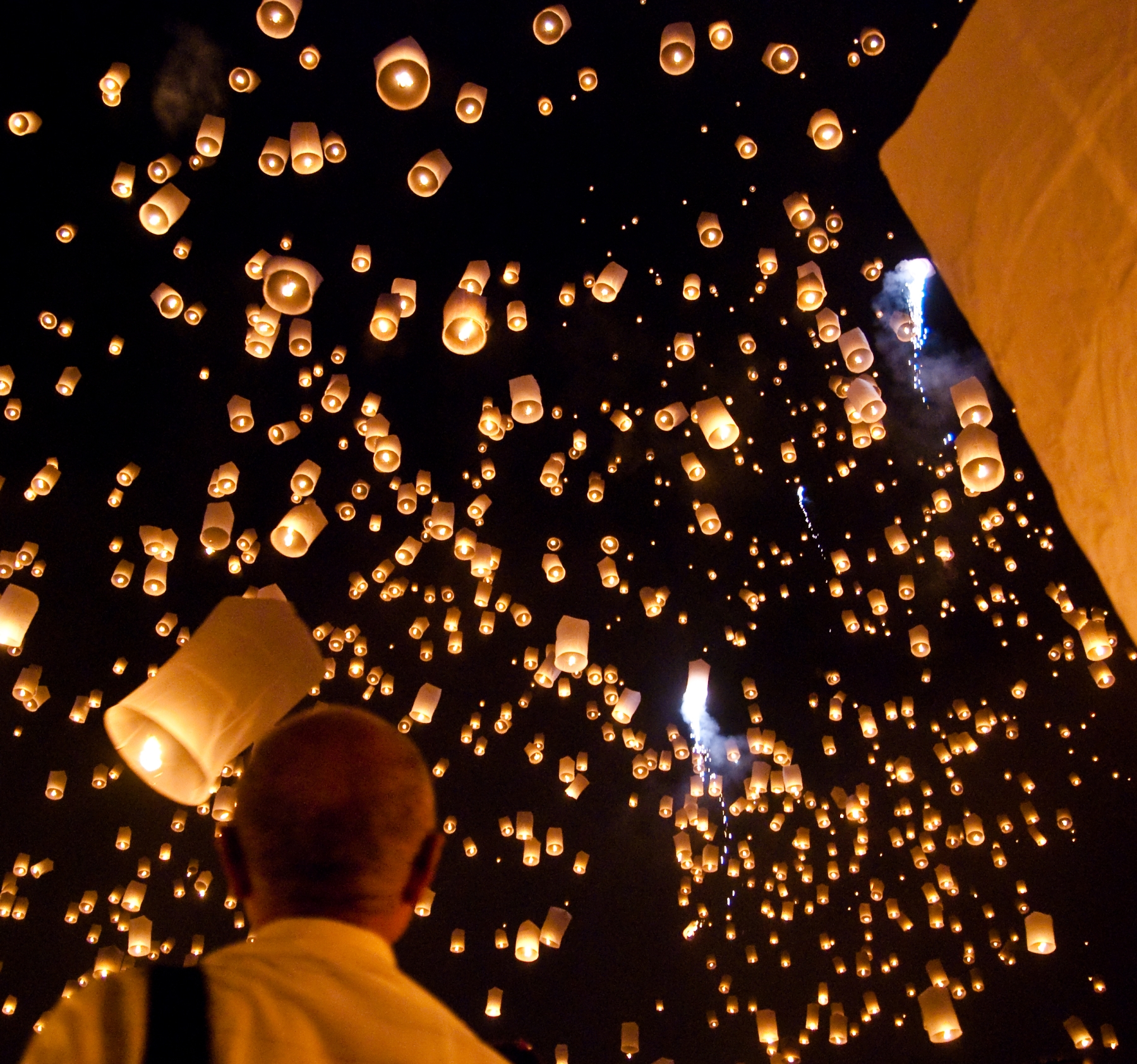
Loi Krathong in Chiang Mai

In Thailand worden de volgende grote festivals en feestdagen gehouden:
- Chakridag, 6 april
- Songkran (Thais Nieuwjaar), driedaags festival dat het Nieuwjaar in Thailand inluidt 13 t/m 15 april
- Boeddhistisch Nieuwjaar (Theravada), 20 t/m 22 april
- Kroningsherdenkingsdag, de dag dat de huidige koning werd gekroond 5 mei
- Vesakha Puja, geboortedag van Boeddha, valt op de 6e volle maan
- Asalha Puja, 28 juli
- Verjaardag van koningin Sirikit, 12 augustus
- Pravarana, kathinadag, 14 oktober
- Chulalongkorn dag, 23 oktober
- Loi Krathong, laatste volle maan in november
- Verjaardag van koning Bhumibol Adulyadej, 5 december
- Dag van de constitutie, 10 december

## Verkeer en vervoer
- Thaise Staatsspoorwegen
- Vervoer in Thailand